# Don Greenwood junior
Donald Phillip Greenwood Jr. (* 26. September 1928 in Los Angeles, Kalifornien; † 27. Juni 1990 ebenda), in den Credits als Don Greenwood Jr. angegeben, war ein US-amerikanischer Innenrequisiteur.
Sein Debüt als Innenrequisiteur hatte er 1958 beim Film Der Barbar und die Geisha.  Für seine Arbeit an dem Film Das war der Wilde Westen wurde er zusammen mit seinen Kollegen George W. Davis, William Ferrari, Addison Hehr, Henry Grace und Jack Mills 1964 für den Oscar nominiert. Greenwood Jr. arbeitete sowohl beim Film, als auch beim Fernsehen. So war er Requisiteur bei den Fernsehserien Solo für O.N.C.E.L. (1967), Starsky und Hutch (1979), Trapper John, M.D. (1979) und Die Spezialisten unterwegs (1985–1986). Seine letzte Arbeit erledigte er bei zwei Folgen der Serie Alfred Hitchcock Presents.

## Filmografie (Auswahl)
- 1958: Der Barbar und die Geisha (The Barbarian and the Geisha)
- 1960: Outlaws (Fernsehserie)
- 1962: Das war der wilde Westen (How the West was Won)
- 1963: Twilight Zone (Fernsehserie)
- 1963–1964: The Lieutenant (Fernsehserie)
- 1965: Verschollen in Harem (Harum Scarum)
- 1965–1966: Combat! (Fernsehserie)
- 1967: Wir … die Wilden vom Sunset Strip (Riot on Sunset Strip)
- 1967: Die Karate Killer (The Karate Killer)
- 1967: Solo für O.N.C.E.L. (The Man from U.N.C.L.E.)
- 1969–1975: Medical center
- 1979: Starsky und Hutch (Starsky and Hutch)
- 1979–1980: Trapper John, M.D.
- 1985–1986: Die Spezialisten unterwegs (Misfits of Science)
- 1986: Alfred Hitchcock zeigt (Alfred Hitchcock presents)